# شیشوان
شیشوان یکی از روستاهای استان آذربایجان شرقی است که در دهستان دیزجرود غربی بخش مرکزی شهرستان عجب‌شیر واقع شده‌است.
جمعیت این روستا بر پایهٔ نتایج سرشماری عمومی نفوس و مسکن سال ۱۳۹۰ خورشیدی، برابر با ۵۰۵۰ نفر بوده‌است.
اکثر مردم روستا از راه کشاورزی و باغداری معیشت می‌کنند که انواع میوه‌‌ها و صیفی‌جات از محصولات این منطقه‌ است . گردو ، بادام ، پیاز و سیر ، امروزه در شیشوان تولید بیشتری دارد . 
یکی از مراسم ویژه این روستا گردانیدن تل‌هایی از آتش در شب عاشورا می‌باشد که محلیان آن را پولکه می‌نامند و از دیگر مراسم منحصربفرد شیشوان می توان به پیلته آخیتماق در چهارشنبه آخر سال اشاره کرد که مشابه جشنواره فانوس های شناور هاوایی است.

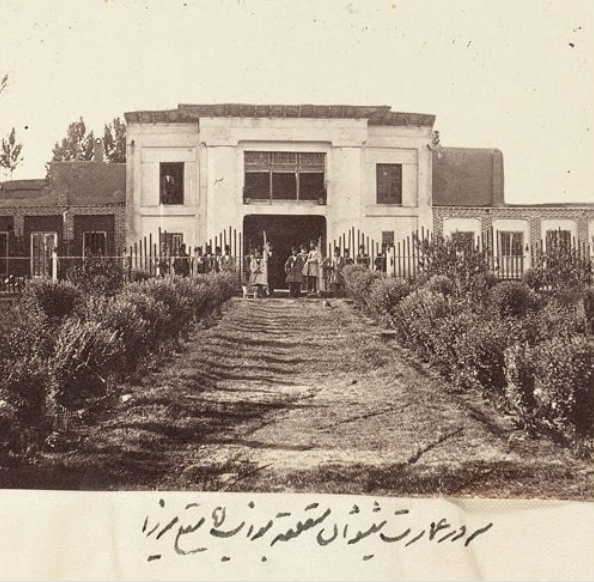

## تاریخ
روستای شیشوان در دورهٔ قاجاریه به یکی از پسران فتحعلی شاه قاجار به نام ملک قاسم میرزا واگذار شد.

## فرهنگ و هنر
در مورد شیشوان کتابهای متعددی به چاپ رسیده که چند نمونه از آن عبارت است از :
- کهن دیار شیشوان : نوشته دکتر امیر چهره گشا
- شیشوان و یادمانده های من : نوشته خلیل مهرابیان
- دریاچۀ شاهی و قدرت های بزرگ :  پژوهشی در کشتیرانی دریاچۀ ارومیه، محمد علی کاظم بیکی
- نقد و بررسی بخشی از رویدادهای تاریخی ایران : منوچهر ملک قاسمی
- عجب شیر در گذر زمان : نوشته دکتر امیر چهره گشا
- فراز و نشیب زندگی من : نوشته  میر قنبر حیدری شیشوان

## نظرات دیگران
او‍ژن سفیر فرانسه در ایران ، دکتر هوگو گروته، جرج. ن. کروزی، سِر هنری راولینسون، نادر میرزا، عبدالعلی ادیب الملک و فتحعلی شاه قاجار و… در نوشته‌هایشان از عظمت و شکوه این دیار به نیکی یاد کرده‌اند.
هنری راولینسون دیپلمات و شرق‌شناس بریتانیایی و نخستین کسی که خط میخی را با بررسی کتیبه‌های بیستون خواند و نویسنده کتاب سفرنامه راولینسون (گذر از زهاب به خوزستان) در سفرنامه خود، شیشوان را از جالب‌ترین و پیشرفته‌ترین آبادی‌های ایران توصیف می‌کند: «شیشوان که منزل من در آن روز بود به ملک قاسم میرزا، یکی از پسران پادشاه متوفای ایران (فتحعلی شاه) تعلق دارد و احتمالاً یکی از جالب‌ترین نقاط آذربایجان است. شاهزاده که نزدیک ده برای خودش قصری به سبک فرنگ ساخته برای خودش شخصیتی است. بسیار باهوش و کوشاست و علاوه بر این، علاقه خاصی دارد به رسوم زندگی اروپایی و به ترویج صنایع مفیدی که به تمدن اروپا تعلق دارند. از املاک خالصه‌ای که به او اعطا شده، سالی ۱۰ تا ۱۲ هزار تومان درآمد دارد و از این رو آن قدر متمکن است که می‌تواند در حد قابل انتظار به این علاقه میدان بدهد و به این ترتیب شیشوان دارد به سرعت ظاهر یک آبادی اروپایی را پیدا می‌کند. در یک‌گوشه سگ‌ها نگهداری می‌شود، در جای دیگری مرغدانی است و در آن انواع ماکیان و کبک و قرقاول و طاووس و پرندگان آبی پرورش داده می‌شوند. یک جای دیگری خوکدانی است. در محل دیگری مجموعه‌ای از ساختمان‌ها را گروهی از کسبه روس از قبیل خیاط و کفاش و نجار اشغال کرده‌اند و در آن جا هر کس به کار خود مشغول است و مجموعه‌ای از تأسیسات که به صورت آزمایشی زیر نظر مستقیم شاهزاده برپا شده‌اند تا پیشرفت‌های علم فرنگ را نشان بدهند. در این مجموعه، باغ‌های توت و مؤسسه ابریشم‌کشی و شیشه‌گر خانه، کارگاه سفالگری و محلی برای تهیه موم سفید و دستگاه‌های بافندگی برای انواع پارچه به چشم می‌خورد. باید اقرار کنم که شیشوان از لحاظ زندگی اجتماعی پدیده‌ای است که انتظار برخورد با آن را در ایران نداشتم.»

## جزیره کبودان
ملک قاسم میرزا که مادرش دختر امامقلی خان بیگلربیگی افشار ارومیه، فردی تحصیل کرده و آشنا به زبان‌های فرانسه، انگلیسی و روسی بود، در دوران عباس میرزا و محمدشاه به حکومت شهرهای مختلف آذربایجان از جمله ارومیه، منصوب شد. او تصمیم به توسعه کشتیرانی در دریاچه ارومیه گرفت. او به وسیله صنعتگران روسی که از بنادر دریای خزر به شیشوان آورده بود کشتی کوچکی ساخت و در دریاچه به آب انداخت. همچنین برای آبادانی جزایر دریاچه به تأسیس مهاجرنشین در جزیره کبودان مبادرت ورزید.

## آیین پولکه گردانی (polke)
مراسم سنتی - مذهبی «پولکه» در واپسین روزهای دهه نخست ماه محرم در بخش‌هایی از جنوب استان آذربایجان شرقی در شب‌های نزدیک به تاسوعای حسینی و شب تاسوعا در مناطقی چون روستاهای شهرستان عجب‌شیر (مانند شیشوان و هروان) و شهرستان بناب، با شور و شوق خاصی برپا می‌شود. «پولکه» نام نوعی توپ آتشین ساخته شده از پارچه است که آن را با سیمی می‌بندند و بعد از نفت اندود کردن، آتش می‌زنند. گفته شده‌است مختار در زمان قیام خود از مشعل زنجیری استفاده کرده و با چرخاندن آن به یاران خود جهت خروج علامت داده‌است. اکنون پولکه گردانی به عنوان نمادی از آمادگی و اتحاد جهت قیام و انتقام خون امام حسین اجرا می‌شود.

## برخی از چهره های اهل شیشوان
- روفیا سلوکی بازیگر سینماو تئاتر
- صفر قهرمانیان که طولانی‌ترین حبس سیاسی را کشیده بود